# Harold F. Youngblood
Harold Francis Youngblood (* 7. August 1907 in Detroit, Michigan; † 10. Mai 1983 in Tucson, Arizona) war ein US-amerikanischer Politiker. Zwischen 1947 und 1949 vertrat er den Bundesstaat Michigan im US-Repräsentantenhaus.

## Werdegang
Harold Youngblood besuchte die öffentlichen Schulen seiner Heimat und danach bis 1927 das St. Joseph's Commercial College. In den Jahren 1927 und 1928 arbeitete er für den Secretary of State von Michigan, John S. Haggerty, in einer Außenstelle in Detroit. Von 1928 bis 1935 gehörte er dem Kontrollausschuss (Board of Auditors) des Wayne County an. Später arbeitete er in der Heizungs- und Installationsbranche.
Politisch war Youngblood Mitglied der Republikanischen Partei. Im Jahr 1934 kandidierte er noch erfolglos für den Kongress. Bei den  Kongresswahlen des Jahres 1946 wurde er aber im 14. Wahlbezirk von Michigan in das US-Repräsentantenhaus in Washington, D.C. gewählt, wo er am 3. Januar 1947 die Nachfolge des Demokraten Louis C. Rabaut antrat. Da er zwei Jahre später wieder gegen Rabaut antrat und diesem unterlag, konnte er bis zum 3. Januar 1949 nur eine Legislaturperiode im Kongress absolvieren. Diese war von den unmittelbaren Folgen des Zweiten Weltkrieges bestimmt.
In den Jahren 1954 und 1955 war er Mitarbeiter im Stab des für auswärtige Angelegenheiten in Berlin zuständigen amerikanischen Diplomaten (Director of Foreign Operations Administration). Danach arbeitete er in Tucson in der Baubranche. Harold Youngblood starb am 10. Mai 1983 in Tucson und wurde dort auch beigesetzt.